# Sala Biellese

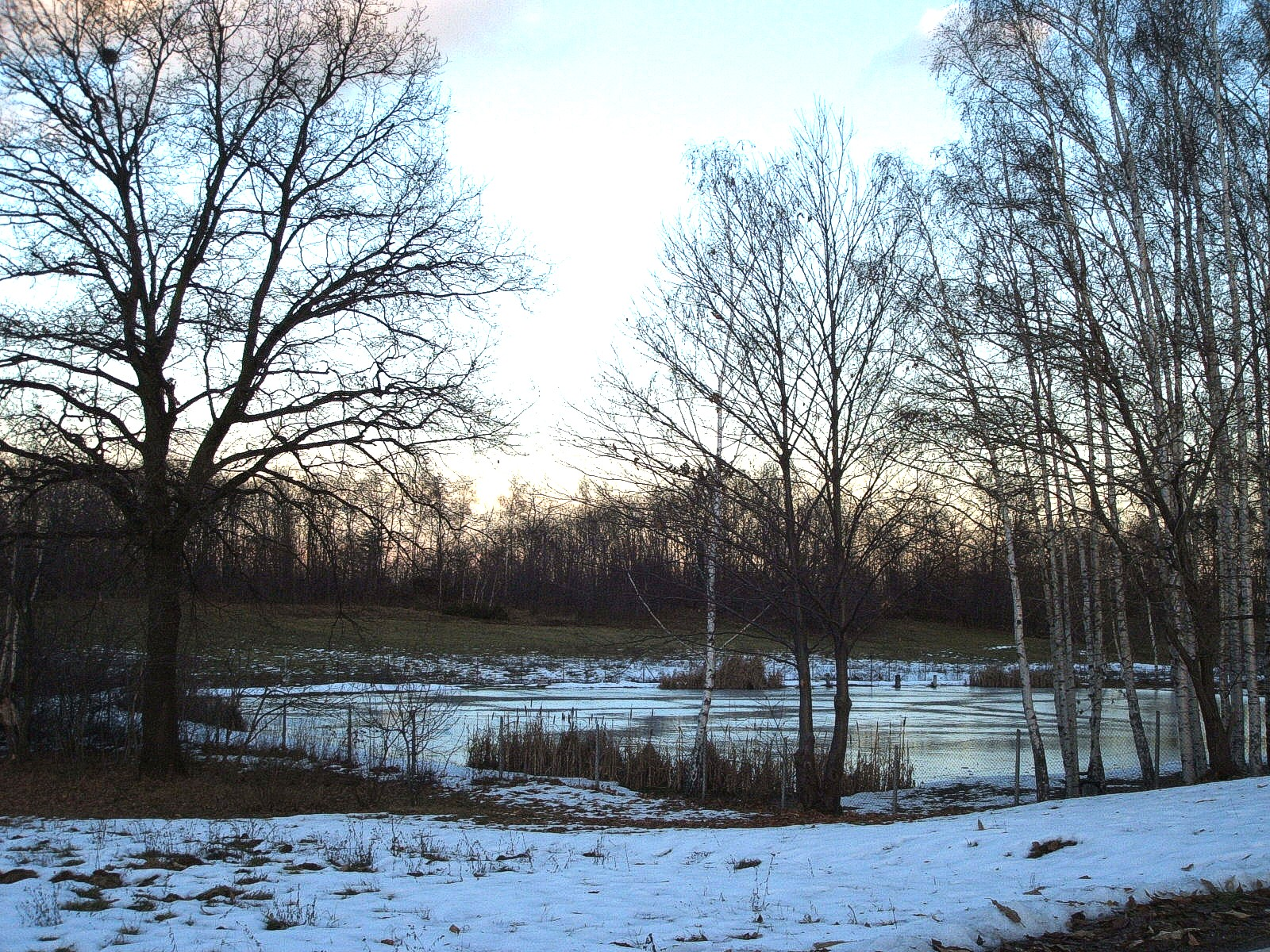
Der See von Sala Biellese im Winter

Sala Biellese ist eine Gemeinde mit 539 Einwohnern (Stand 31. Dezember 2023) in der italienischen Provinz Biella (BI), Region Piemont.
Die Nachbargemeinden sind Chiaverano, Donato, Mongrando, Torrazzo und Zubiena.

## Geographie
Der Ort liegt auf einer Höhe von 626 m über dem Meeresspiegel.
Das Gemeindegebiet umfasst eine Fläche von 8 km².